# Culicoides chazeaui
Culicoides chazeaui är en tvåvingeart som beskrevs av Clastrier och Delecolle 1996. Culicoides chazeaui ingår i släktet Culicoides och familjen svidknott. Inga underarter finns listade i Catalogue of Life.